# Artère rectale supérieure
L’artère rectale supérieure (ou artère hémorroïdale supérieure) est une artère systémique de l'abdomen qui vascularise le rectum.

## Origine
L'artère rectale supérieure est la branche terminale de l'artère mésentérique inférieure après l'origine de la dernière artère sigmoïdienne.

## Trajet
L'artère rectale supérieure descend dans le mésosigmoïde pour pénétrer dans le petit bassin en croisant l'artère et la veine iliaque commune gauche. 
Elle se poursuit dans le mésorectum en arrière du rectum. Au niveau de la troisième vertèbre sacrée, elle se divise en deux branches qui descendent de chaque côté du rectum. Ces branches donnent des rameaux verticaux qui vascularisent l'ampoule rectale et le canal anal. 
Elles s'anastomosent avec les artères rectales moyennes et les artères rectales inférieures. 

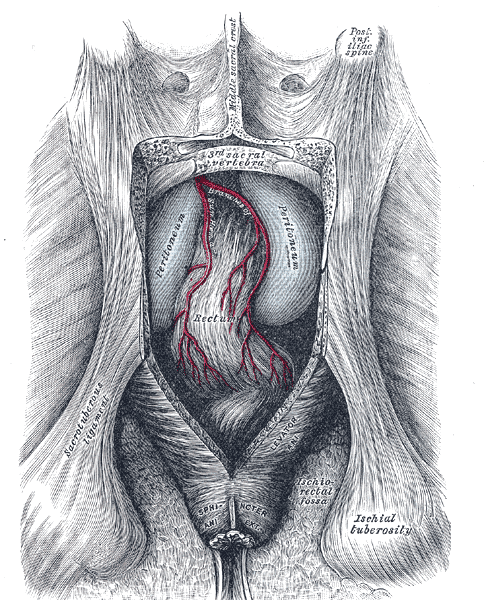
Vue postérieure du rectum après avoir enlevé la partie inférieure du sacrum et le coccyx